# Álgebra booliana
Em álgebra abstrata, álgebras boolianas (ou álgebras de Boole) são estruturas algébricas que "captam as propriedades essenciais" dos operadores lógicos e de conjuntos, ou ainda oferecem uma estrutura para se lidar com "afirmações", são assim denominadas em homenagem ao matemático George Boole.

## História
O termo "álgebra booliana" é uma homenagem a George Boole, um matemático inglês autodidata. Boole introduziu o sistema algébrico, inicialmente, em um pequeno panfleto, o The Mathematical Analysis of Logic, publicado em 1847, em resposta a uma controvérsia em curso entre Augustus De Morgan e William Hamilton, e mais tarde como um livro mais substancial,  The Laws of Thought, publicado em 1854. A formulação de Boole difere das descritas acima em alguns aspectos importantes. Por exemplo, a conjunção e a disjunção em Boole não era um duplo par de operações. A álgebra booliana surgiu na década de 1860, em artigos escritos por William Jevons e Charles Sanders Peirce. A primeira apresentação sistemática de álgebra booliana e reticulados distributivos é devido ao 1890 Vorlesungen de Ernst Schröder . O primeiro tratamento extensivo de álgebra booliana em inglês foi em 1898 na Universal Algebra de Whitehead.

## Definição
Uma álgebra booliana é uma 6-upla {\displaystyle (X,\vee ,\wedge ,\neg ,0,1)} consistindo de um conjunto {\displaystyle X} munido de duas operações binárias {\displaystyle \vee } (também denotado por {\displaystyle +}, é geralmente chamado de "ou") e {\displaystyle \wedge } (também denotado por {\displaystyle \ast } ou por {\displaystyle \cdot }, é geralmente chamado de "e"), uma operação unária {\displaystyle \neg } (também denotada por {\displaystyle \sim } ou por uma barra superior, é geralmente chamado de "não"), e duas constantes {\displaystyle 0} (também denotada por {\displaystyle \bot } ou por {\displaystyle F}, geralmente chamado de "zero" ou de "falso") e {\displaystyle 1} (também denotada por {\displaystyle \top } ou por {\displaystyle V}, geralmente chamado de "um" ou de "verdadeiro"), e satisfazendo os seguintes axiomas, para quaisquer {\displaystyle a,b,c\in X}:
| Propriedades Associativas  | {\displaystyle (a\vee b)\vee c=a\vee (b\vee c)}             | {\displaystyle (a\wedge b)\wedge c=a\wedge (b\wedge c)}       |
| Propriedades Comutativas   | {\displaystyle a\vee b=b\vee a}                             | {\displaystyle a\wedge b=b\wedge a}                           |
| Propriedades Absortivas    | {\displaystyle a\wedge (a\vee b)=a}                         | {\displaystyle a\vee (a\wedge b)=a}                           |
| Propriedades Distributivas | {\displaystyle a\vee (b\wedge c)=(a\vee b)\wedge (a\vee c)} | {\displaystyle a\wedge (b\vee c)=(a\wedge b)\vee (a\wedge c)} |
| Elementos Neutros          | {\displaystyle a\vee 0=a}                                   | {\displaystyle a\wedge 1=a}                                   |
| Elementos Complementares   | {\displaystyle a\vee \neg a=1}                              | {\displaystyle a\wedge \neg a=0}                              |

Alguns autores também incluem a propriedade {\displaystyle 0\neq 1}, para evitar a álgebra booliana com somente um elemento.

## Exemplos
- O exemplo mais simples de álgebra booliana com mais de um elemento é o conjunto {\displaystyle \{0,1\}} munido das seguintes operações:

| {\displaystyle \vee } | {\displaystyle 0} | {\displaystyle 1} |
| --------------------- | ----------------- | ----------------- |
| {\displaystyle 0}     | {\displaystyle 0} | {\displaystyle 1} |
| {\displaystyle 1}     | {\displaystyle 1} | {\displaystyle 1} |

| {\displaystyle \wedge } | {\displaystyle 0} | {\displaystyle 1} |
| ----------------------- | ----------------- | ----------------- |
| {\displaystyle 0}       | {\displaystyle 0} | {\displaystyle 0} |
| {\displaystyle 1}       | {\displaystyle 0} | {\displaystyle 1} |

| {\displaystyle \neg } | {\displaystyle 0} | {\displaystyle 1} |
| --------------------- | ----------------- | ----------------- |
|                       | {\displaystyle 1} | {\displaystyle 0} |

- Um outro exemplo de álgebra booliana é o conjunto {\displaystyle \{0,1,?\}} (o elemento {\displaystyle ?} é geralmente chamado de "desconhecido" ou de "talvez") munido das seguintes operações:

| {\displaystyle \vee } | {\displaystyle 0} | {\displaystyle 1} | {\displaystyle ?} |
| --------------------- | ----------------- | ----------------- | ----------------- |
| {\displaystyle 0}     | {\displaystyle 0} | {\displaystyle 1} | {\displaystyle ?} |
| {\displaystyle 1}     | {\displaystyle 1} | {\displaystyle 1} | {\displaystyle 1} |
| {\displaystyle ?}     | {\displaystyle ?} | {\displaystyle 1} | {\displaystyle ?} |

| {\displaystyle \wedge } | {\displaystyle 0} | {\displaystyle 1} | {\displaystyle ?} |
| ----------------------- | ----------------- | ----------------- | ----------------- |
| {\displaystyle 0}       | {\displaystyle 0} | {\displaystyle 0} | {\displaystyle 0} |
| {\displaystyle 1}       | {\displaystyle 0} | {\displaystyle 1} | {\displaystyle ?} |
| {\displaystyle ?}       | {\displaystyle 0} | {\displaystyle ?} | {\displaystyle ?} |

| {\displaystyle \neg } | {\displaystyle 0} | {\displaystyle 1} | {\displaystyle ?} |
| --------------------- | ----------------- | ----------------- | ----------------- |
|                       | {\displaystyle 1} | {\displaystyle 0} | {\displaystyle ?} |

- Dado um conjunto {\displaystyle A}, o conjunto {\displaystyle {\mathcal {P}}(A)} das partes de {\displaystyle A} munido das operações {\displaystyle a\vee b=a\cup b}, {\displaystyle a\wedge b=a\cap b}, {\displaystyle \neg a=A\setminus a}, e onde {\displaystyle 0=\varnothing } e {\displaystyle 1=A}, é uma álgebra booliana.
- O intervalo {\displaystyle [0,1]} munido das operações {\displaystyle a\vee b=\mathrm {max} \{a,b\}}, {\displaystyle a\wedge b=\mathrm {min} \{a,b\}}, e {\displaystyle \neg a=1-a}, é uma álgebra booliana. Essa álgebra booliana recebe o nome de lógica fuzzy.

## Teoremas
Dado uma álgebra booliana sobre {\displaystyle X}, são válidos para quaisquer {\displaystyle a,b\in X}:
Propriedades Idempotentes
- {\displaystyle a\vee a=a}
- {\displaystyle a\wedge a=a}

Dupla Negação
- {\displaystyle \neg (\neg a)=a}

Leis de De Morgan
- {\displaystyle \neg (a\vee b)=\neg a\wedge \neg b}
- {\displaystyle \neg (a\wedge b)=\neg a\vee \neg b}

Leis de Absorção
- {\displaystyle a\vee (a\wedge b)=a}
- {\displaystyle a\wedge (a\vee b)=a}

Elementos Absorventes
- {\displaystyle a\vee 1=1}
- {\displaystyle a\wedge 0=0}

Negações do Zero e do Um
- {\displaystyle \neg 0=1}
- {\displaystyle \neg 1=0}

Definições alternativas da operação binária {\displaystyle \veebar } (também denotado por {\displaystyle \oplus }, é geralmente chamado de "xor" ou de "ou exclusivo")
- {\displaystyle a\veebar b=(a\vee b)\wedge (\neg a\vee \neg b)}
- {\displaystyle a\veebar b=(a\wedge \neg b)\vee (\neg a\wedge b)}

## Ordem
Dado uma álgebra booliana sobre {\displaystyle X}, é válido para quaisquer {\displaystyle a,b\in X}:
- {\displaystyle a\vee b=b} se e somente se {\displaystyle a\wedge b=a}

A relação {\displaystyle \leq } definida como {\displaystyle a\leq b} se e somente se uma das duas condições equivalentes acima é satisfeita é uma relação de ordem em {\displaystyle X}. O supremo e o ínfimo do conjunto {\displaystyle \{a,b\}} são {\displaystyle a\vee b} e {\displaystyle a\wedge b}, respectivamente.

## Homomorfismos e isomorfismos
Um homomorfismo entre duas álgebras boolianas {\displaystyle A} e {\displaystyle B} é uma função {\displaystyle f:A\to B} que para quaisquer {\displaystyle a,b\in A}:
- {\displaystyle f(a\vee b)=f(a)\vee f(b)}
- {\displaystyle f(a\wedge b)=f(a)\wedge f(b)}
- {\displaystyle f(0)=0}
- {\displaystyle f(1)=1}

Uma consequência é que {\displaystyle f(\neg a)=\neg f(a)}.
Um isomorfismo entre duas álgebras boolianas {\displaystyle A} e {\displaystyle B} é um homomorfismo bijetor entre {\displaystyle A} e {\displaystyle B}. O inverso de um isomorfismo é um isomorfismo. Se existe um isomorfismo entre {\displaystyle A} e {\displaystyle B}, dizemos que {\displaystyle A} e {\displaystyle B} são isomorfos.